# Svetovno prvenstvo v hokeju na ledu 2008 - Divizija II
Divizija II Svetovnega prvenstva v hokeju na ledu 2008 se je odvila od 7. do 13. aprila 2008. Na turnirju je sodelovalo 12 reprezentanc, razdeljenih v dve skupini (Skupino A in Skupino B). 
Tekme so igrali v dvorani Vakar Lajos v Miercurea Ciucu, Romunija; ter v dvorani Newcastle HISS Arena v Newcastlu, Avstralija. 

## Sodelujoče države

### Skupina A
Skupina A se je odvila v romunskem mestu Miercurea-Ciucu:
| Reprezentanca | Rezultat iz leta 2007                                                                             |
| ------------- | ------------------------------------------------------------------------------------------------- |
| Belgija       | Udeležbo so si zagotovili z drugim mestom v skupini A v Diviziji II 2007.                         |
| Bolgarija     | Udeležbo so si zagotovili s petim mestom v skupini A v Diviziji II 2007                           |
| Irska         | Udeležbo so si zagotovili z drugim mestom v Diviziji III 2007.                                    |
| Izrael        | Udeležbo so si zagotovili s tretjim mestom v skupini B v Diviziji II 2007.                        |
| Romunija      | Gostiteljica; udeležbo so si zagotovili s šestim mestom in izpadom v skupini B v Diviziji I 2007. |
| Srbija        | Udeležbo so si zagotovili s četrtim mestom v skupini A v Diviziji II 2007.                        |

### Skupina B
Skupina B se je odvila v avstralskem mestu Newcastle:
| Reprezentanca  | Rezultat iz leta 2007                                                                   |
| -------------- | --------------------------------------------------------------------------------------- |
| Avstralija     | Gostiteljica; udeležbo so si zagotovili z drugim mestom v skupini B v Diviziji II 2007. |
| Kitajska       | Udeležbo so si zagotovili s šestim mestom in izpadom v skupini A v Diviziji I 2007.     |
| Španija        | Udeležbo so si zagotovili s tretjim mestom v skupini A v Diviziji II 2007.              |
| Islandija      | Udeležbo so si zagotovili s četrtim mestom v skupini B v Diviziji II 2007.              |
| Mehika         | Udeležbo so si zagotovili s petim mestom v skupini B v Diviziji II 2007.                |
| Nova Zelandija | Udeležbo so si zagotovili s prvim mestom v Diviziji III 2007.                           |

## Skupina A

### Tekme
| 7. april 2008 13:30 | Irska | 1–13 | Srbija | Vakar Lajos, Miercurea-Ciuc |

| Poročilo tekme      | Poročilo tekme | Poročilo tekme | Poročilo tekme | Poročilo tekme |
| ------------------- | -------------- | -------------- | -------------- | -------------- |
| Začetek: ni podatka |                |                |                |                |

| 7. april 2008 17:00 | Belgija | 8–1 | Bolgarija | Vakar Lajos, Miercurea-Ciuc |

| Poročilo tekme      | Poročilo tekme | Poročilo tekme | Poročilo tekme | Poročilo tekme |
| ------------------- | -------------- | -------------- | -------------- | -------------- |
| Začetek: ni podatka |                |                |                |                |

| 7. april 2008 20:30 | Izrael | 0–13 | Romunija | Vakar Lajos, Miercurea-Ciuc |

| Poročilo tekme      | Poročilo tekme | Poročilo tekme | Poročilo tekme | Poročilo tekme |
| ------------------- | -------------- | -------------- | -------------- | -------------- |
| Začetek: ni podatka |                |                |                |                |

| 8. april 2008 13:30 | Bolgarija | 7–4 | Irska | Vakar Lajos, Miercurea-Ciuc |

| Poročilo tekme      | Poročilo tekme | Poročilo tekme | Poročilo tekme | Poročilo tekme |
| ------------------- | -------------- | -------------- | -------------- | -------------- |
| Začetek: ni podatka |                |                |                |                |

| 8. april 2008 17:00 | Romunija | 10–0 | Srbija | Vakar Lajos, Miercurea-Ciuc |

| Poročilo tekme      | Poročilo tekme | Poročilo tekme | Poročilo tekme | Poročilo tekme |
| ------------------- | -------------- | -------------- | -------------- | -------------- |
| Začetek: ni podatka |                |                |                |                |

| 8. april 2008 20:30 | Belgija | 6–3 | Izrael | Vakar Lajos, Miercurea-Ciuc |

| Poročilo tekme      | Poročilo tekme | Poročilo tekme | Poročilo tekme | Poročilo tekme |
| ------------------- | -------------- | -------------- | -------------- | -------------- |
| Začetek: ni podatka |                |                |                |                |

| 10. april 2008 13:30 | Belgija | 9–1 | Irska | Vakar Lajos, Miercurea-Ciuc |

| Poročilo tekme      | Poročilo tekme | Poročilo tekme | Poročilo tekme | Poročilo tekme |
| ------------------- | -------------- | -------------- | -------------- | -------------- |
| Začetek: ni podatka |                |                |                |                |

| 10. april 2008 17:30 | Izrael | 1–4 | Srbija | Vakar Lajos, Miercurea-Ciuc |

| Poročilo tekme      | Poročilo tekme | Poročilo tekme | Poročilo tekme | Poročilo tekme |
| ------------------- | -------------- | -------------- | -------------- | -------------- |
| Začetek: ni podatka |                |                |                |                |

| 10. april 2008 20:30 | Romunija | 16–0 | Bolgarija | Vakar Lajos, Miercurea-Ciuc |

| Poročilo tekme      | Poročilo tekme | Poročilo tekme | Poročilo tekme | Poročilo tekme |
| ------------------- | -------------- | -------------- | -------------- | -------------- |
| Začetek: ni podatka |                |                |                |                |

| 11. april 2008 13:30 | Srbija | 4–5 (OT) | Belgija | Vakar Lajos, Miercurea-Ciuc |

| Poročilo tekme      | Poročilo tekme | Poročilo tekme | Poročilo tekme | Poročilo tekme |
| ------------------- | -------------- | -------------- | -------------- | -------------- |
| Začetek: ni podatka |                |                |                |                |

| 11. april 2008 17:00 | Bolgarija | 4–5 (OT) | Izrael | Vakar Lajos, Miercurea-Ciuc |

| Poročilo tekme      | Poročilo tekme | Poročilo tekme | Poročilo tekme | Poročilo tekme |
| ------------------- | -------------- | -------------- | -------------- | -------------- |
| Začetek: ni podatka |                |                |                |                |

| 11. april 2008 20:30 | Irska | 1–21 | Romunija | Vakar Lajos, Miercurea-Ciuc |

| Poročilo tekme      | Poročilo tekme | Poročilo tekme | Poročilo tekme | Poročilo tekme |
| ------------------- | -------------- | -------------- | -------------- | -------------- |
| Začetek: ni podatka |                |                |                |                |

| 13. april 2008 13:30 | Srbija | 11–2 | Bolgarija | Vakar Lajos, Miercurea-Ciuc |

| Poročilo tekme      | Poročilo tekme | Poročilo tekme | Poročilo tekme | Poročilo tekme |
| ------------------- | -------------- | -------------- | -------------- | -------------- |
| Začetek: ni podatka |                |                |                |                |

| 13. april 2008 17:00 | Izrael | 7–1 | Irska | Vakar Lajos, Miercurea-Ciuc |

| Poročilo tekme      | Poročilo tekme | Poročilo tekme | Poročilo tekme | Poročilo tekme |
| ------------------- | -------------- | -------------- | -------------- | -------------- |
| Začetek: ni podatka |                |                |                |                |

| 13. april 2008 20:30 | Romunija | 5–1 | Belgija | Vakar Lajos, Miercurea-Ciuc |

| Poročilo tekme      | Poročilo tekme | Poročilo tekme | Poročilo tekme | Poročilo tekme |
| ------------------- | -------------- | -------------- | -------------- | -------------- |
| Začetek: ni podatka |                |                |                |                |

### Končna lestvica
|   | Reprezentanca | OT | Z | ZPP | PPP | P | GF | GA | GR  | TOČ |
| - | ------------- | -- | - | --- | --- | - | -- | -- | --- | --- |
| 1 | Romunija      | 5  | 5 | 0   | 0   | 0 | 65 | 2  | 63  | 15  |
| 2 | Belgija       | 5  | 3 | 1   | 0   | 1 | 29 | 14 | 15  | 11  |
| 3 | Srbija        | 5  | 3 | 0   | 1   | 1 | 32 | 19 | 13  | 10  |
| 4 | Izrael        | 5  | 1 | 1   | 0   | 3 | 16 | 28 | -12 | 5   |
| 5 | Bolgarija     | 5  | 1 | 0   | 1   | 3 | 14 | 44 | -30 | 4   |
| 6 | Irska         | 5  | 0 | 0   | 0   | 5 | 8  | 57 | -49 | 0   |

Romunija napreduje v Divizijo I za 2009.
Irska je izpadla v Divizijo III za 2009. 

### Rezultati
| Reprezentanca | Romunija | Belgija  | Srbija   | Izrael   | Bolgarija | Irska |
| ------------- | -------- | -------- | -------- | -------- | --------- | ----- |
| Romunija      |          | 5-1      | 10-0     | 13-0     | 16-0      | 21-1  |
| Belgija       | 1-5      |          | 5-4 (OT) | 6-3      | 8-1       | 9-1   |
| Srbija        | 0-10     | 4-5 (OT) |          | 4-1      | 11-2      | 13-1  |
| Izrael        | 0-13     | 3-6      | 1-4      |          | 5-4 (OT)  | 7-1   |
| Bolgarija     | 0-16     | 1-8      | 2-11     | 4-5 (OT) |           | 7-4   |
| Irska         | 1-21     | 1-9      | 1-13     | 1-7      | 4-7       |       |

## Skupina B

### Tekme
| 7. april 2008 13:00 | Španija | 4–5 (OT) | Kitajska | Newcastle HISS Arena, Newcastle |

| Poročilo tekme      | Poročilo tekme | Poročilo tekme | Poročilo tekme | Poročilo tekme |
| ------------------- | -------------- | -------------- | -------------- | -------------- |
| Začetek: ni podatka |                |                |                |                |

| 7. april 2008 16:30 | Nova Zelandija | 3–6 | Islandija | Newcastle HISS Arena, Newcastle |

| Poročilo tekme      | Poročilo tekme | Poročilo tekme | Poročilo tekme | Poročilo tekme |
| ------------------- | -------------- | -------------- | -------------- | -------------- |
| Začetek: ni podatka |                |                |                |                |

| 7. april 2008 20:00 | Avstralija | 7–1 | Mehika | Newcastle HISS Arena, Newcastle |

| Poročilo tekme      | Poročilo tekme | Poročilo tekme | Poročilo tekme | Poročilo tekme |
| ------------------- | -------------- | -------------- | -------------- | -------------- |
| Začetek: ni podatka |                |                |                |                |

| 9. april 2008 13:00 | Kitajska | 5–4 (OT) | Islandija | Newcastle HISS Arena, Newcastle |

| Poročilo tekme      | Poročilo tekme | Poročilo tekme | Poročilo tekme | Poročilo tekme |
| ------------------- | -------------- | -------------- | -------------- | -------------- |
| Začetek: ni podatka |                |                |                |                |

| 9. april 2008 16:30 | Mehika | 2–0 | Nova Zelandija | Newcastle HISS Arena, Newcastle |

| Poročilo tekme      | Poročilo tekme | Poročilo tekme | Poročilo tekme | Poročilo tekme |
| ------------------- | -------------- | -------------- | -------------- | -------------- |
| Začetek: ni podatka |                |                |                |                |

| 9. april 2008 20:00 | Avstralija | 5–3 | Španija | Newcastle HISS Arena, Newcastle |

| Poročilo tekme      | Poročilo tekme | Poročilo tekme | Poročilo tekme | Poročilo tekme |
| ------------------- | -------------- | -------------- | -------------- | -------------- |
| Začetek: ni podatka |                |                |                |                |

| 10. april 2008 13:00 | Kitajska | 5–3 | Mehika | Newcastle HISS Arena, Newcastle |

| Poročilo tekme      | Poročilo tekme | Poročilo tekme | Poročilo tekme | Poročilo tekme |
| ------------------- | -------------- | -------------- | -------------- | -------------- |
| Začetek: ni podatka |                |                |                |                |

| 10. april 2008 16:30 | Španija | 4–3 | Islandija | Newcastle HISS Arena, Newcastle |

| Poročilo tekme      | Poročilo tekme | Poročilo tekme | Poročilo tekme | Poročilo tekme |
| ------------------- | -------------- | -------------- | -------------- | -------------- |
| Začetek: ni podatka |                |                |                |                |

| 10. april 2008 20:00 | Avstralija | 4–2 | Nova Zelandija | Newcastle HISS Arena, Newcastle |

| Poročilo tekme      | Poročilo tekme | Poročilo tekme | Poročilo tekme | Poročilo tekme |
| ------------------- | -------------- | -------------- | -------------- | -------------- |
| Začetek: ni podatka |                |                |                |                |

| 12. april 2008 13:00 | Mehika | 2–4 | Španija | Newcastle HISS Arena, Newcastle |

| Poročilo tekme      | Poročilo tekme | Poročilo tekme | Poročilo tekme | Poročilo tekme |
| ------------------- | -------------- | -------------- | -------------- | -------------- |
| Začetek: ni podatka |                |                |                |                |

| 12. april 2008 16:30 | Nova Zelandija | 2–6 | Kitajska | Newcastle HISS Arena, Newcastle |

| Poročilo tekme      | Poročilo tekme | Poročilo tekme | Poročilo tekme | Poročilo tekme |
| ------------------- | -------------- | -------------- | -------------- | -------------- |
| Začetek: ni podatka |                |                |                |                |

| 12. april 2008 20:00 | Islandija | 0–3 | Avstralija | Newcastle HISS Arena, Newcastle |

| Poročilo tekme      | Poročilo tekme | Poročilo tekme | Poročilo tekme | Poročilo tekme |
| ------------------- | -------------- | -------------- | -------------- | -------------- |
| Začetek: ni podatka |                |                |                |                |

| 13. april 2008 13:00 | Islandija | 4–6 | Mehika | Newcastle HISS Arena, Newcastle |

| Poročilo tekme      | Poročilo tekme | Poročilo tekme | Poročilo tekme | Poročilo tekme |
| ------------------- | -------------- | -------------- | -------------- | -------------- |
| Začetek: ni podatka |                |                |                |                |

| 13. april 2008 16:30 | Španija | 5–4 | Nova Zelandija | Newcastle HISS Arena, Newcastle |

| Poročilo tekme      | Poročilo tekme | Poročilo tekme | Poročilo tekme | Poročilo tekme |
| ------------------- | -------------- | -------------- | -------------- | -------------- |
| Začetek: ni podatka |                |                |                |                |

| 13. april 2008 20:00 | Kitajska | 0–1 | Avstralija | Newcastle HISS Arena, Newcastle |

| Poročilo tekme      | Poročilo tekme | Poročilo tekme | Poročilo tekme | Poročilo tekme |
| ------------------- | -------------- | -------------- | -------------- | -------------- |
| Začetek: ni podatka |                |                |                |                |

### Končna lestvica
|   | Reprezentanca  | OT | Z | ZPP | PPP | P | GF | GA | GR  | TOČ |
| - | -------------- | -- | - | --- | --- | - | -- | -- | --- | --- |
| 1 | Avstralija     | 5  | 5 | 0   | 0   | 0 | 20 | 6  | 14  | 15  |
| 2 | Kitajska       | 5  | 2 | 2   | 0   | 1 | 21 | 14 | 7   | 10  |
| 3 | Španija        | 5  | 3 | 0   | 1   | 1 | 20 | 19 | 1   | 10  |
| 4 | Mehika         | 5  | 2 | 0   | 0   | 3 | 14 | 20 | -6  | 6   |
| 5 | Islandija      | 5  | 1 | 0   | 1   | 3 | 17 | 21 | -4  | 4   |
| 6 | Nova Zelandija | 5  | 0 | 0   | 0   | 5 | 11 | 23 | -12 | 0   |

Avstralija napreduje v Divizijo I za 2009.
Nova Zelandija je izpadla v Divizijo III za 2009. 

### Rezultati
| Reprezentanca  | Avstralija | Kitajska | Španija  | Mehika | Islandija | Nova Zelandija |
| -------------- | ---------- | -------- | -------- | ------ | --------- | -------------- |
| Avstralija     |            | 1-0      | 5-3      | 7-1    | 3-0       | 4-2            |
| Kitajska       | 0-1        |          | 5-4 (OT) | 5-3    | 5-4 (OT)  | 6-2            |
| Španija        | 3-5        | 4-5 (OT) |          | 4-2    | 4-3       | 5-4            |
| Mehika         | 1-7        | 3-5      | 2-4      |        | 6-4       | 7-1            |
| Islandija      | 0-3        | 4-5 (OT) | 3-4      | 4-6    |           | 6-3            |
| Nova Zelandija | 2-4        | 2-6      | 4-5      | 1-7    | 3-6       |                |